# Lautaro Martínez
Lautaro Martínez (* 22. srpna 1997, Bahía Blanca, Argentina) je argentinský fotbalista hrající na postu útočníka za italský tým Inter Milán.

## Klubová kariéra
Už jako 18letý nastupoval za argentinský celek Racing Club. Postupem času se o něj začaly zajímat velké kluby z Evropy, například španělské kluby Atlético Madrid a Real Madrid a také kluby z Itálie, AS Řím a Inter Milán.
Přestupu do Interu zřejmě napomohl také bývalý forvard Interu Diego Milito, který v té době byl sekretářem Racingu. Samotný přestup se uskutečnil až v červenci 2018 za částku 23 milionů eur.
Premiérový zápas v lize jej čekal již v prvním kole, na půdě Sassuola se trenér Interu Luciano Spalletti spoléhal dokonce na několik debutantů najednou. Vedle Martíneze to byli Stefan de Vrij, Matteo Politano, Keita Balde i Kwadwo Asamoah.
Zápas skončil porážkou Interu 0:1. Příležitost základní sestavy dostal v 7. kole doma s Cagliari a poprvé se gólově prosadil, když ve 12. minutě otevřel skóre přesnou hlavičkou.
Inter nakonec zvítězil 2:0. Další gól vstřelil v listopadovém souboji s Frosinone, které dopadlo výhrou Interu 3:0. V základu dostal přednost před Maurem Icardim, kterého trenér Spalletti šetřil na Ligu mistrů proti Tottenhamu.
V domácím zápase proti Neapoli 27. prosince seděl Martínez na lavičce náhradníků, přednost proti soupeři v tabulce dostal Icardi. Byl to ale střídající Martínez, kdo v 91. minutě rozhodl o vítězství milánského celku 1:0, a to osm minut po vstupu na hřiště.
Inter zůstal na třetím místě a přiblížil se Neapoli na rozdíl pěti bodů. Také v únoru se gólově prosadil jakožto střídající „žolík“, a to v 79. minutě. Gól rozhodl o těsné výhře 1:0 na půdě Parmy a byl to také první gól Interu v kalendářním roce 2019,
v předchozích třech zápasech tým vyšel gólově naprázdno. První březnový den se sice prosadil znovu proti Cagliari, ale jeho gól neodvrátil prohru 1:2.
Březnové pětigólové derby proti AC Milán načal v základní sestavě a ve třetí minutě asistoval gólu Vecina. Sám pak proměnil penaltu na 3:1, Inter vyhrál nakonec 3:2.
Martínez se na jaře chopil role prvního útočníka také díky „trucujícímu“ Icardimu, koncem března si však na reprezentačním srazu přivodil zranění.
V závěru sezóny 2018/19 se vrátil na hřiště, ale gól už nevstřelil.

## Reprezentační kariéra
V kvalifikačním zápase o mistrovství světa 2022 v Kataru 2. února 2022 vstřelil jediný a tudíž vítězný gól do sítě Kolumbie. Argentina si postup zaručila již předtím, svojí sérii bez porážky natáhla na 29 zápasů.

## Statistiky

### Klubové
K 18. červenci 2024
| Klub        | Sezóna    | Liga             | Liga   | Liga | Pohár1 | Pohár1 | Kontinentální poháry2 | Kontinentální poháry2 | Celkem | Celkem |
| Klub        | Sezóna    | Liga             | Zápasy | Góly | Zápasy | Góly   | Zápasy                | Góly                  | Zápasy | Góly   |
| ----------- | --------- | ---------------- | ------ | ---- | ------ | ------ | --------------------- | --------------------- | ------ | ------ |
| Racing Club | 2015      | Primera División | 0      | 0    | 0      | 0      | 0                     | 0                     | 0      | 0      |
| Racing Club | 2016      | Primera División | 2      | 0    | 0      | 0      | 0                     | 0                     | 2      | 0      |
| Racing Club | 2016/17   | Primera División | 23     | 9    | 0      | 0      | 5                     | 0                     | 28     | 9      |
| Racing Club | 2017/18   | Primera División | 21     | 13   | 0      | 0      | 6                     | 5                     | 27     | 18     |
| Racing Club | Celkem    | Celkem           | 46     | 22   | 0      | 0      | 11                    | 5                     | 57     | 27     |
| Inter Milán | 2018/19   | Serie A          | 27     | 6    | 2      | 2      | 6                     | 1                     | 35     | 9      |
| Inter Milán | 2019/20   | Serie A          | 35     | 14   | 3      | 0      | 11                    | 7                     | 49     | 21     |
| Inter Milán | 2020/21   | Serie A          | 38     | 17   | 4      | 1      | 6                     | 1                     | 48     | 19     |
| Inter Milán | 2021/2022 | Serie A          | 35     | 21   | 6      | 3      | 8                     | 1                     | 49     | 25     |
| Inter Milán | 2022/2023 | Serie A          | 38     | 21   | 6      | 4      | 13                    | 3                     | 57     | 28     |
| Inter Milán | 2023/2024 | Serie A          | 33     | 24   | 3      | 1      | 8                     | 2                     | 44     | 27     |
| Inter Milán | Celkem    | Celkem           | 206    | 103  | 24     | 11     | 52                    | 15                    | 282    | 129    |
| Celkem      | Celkem    | Celkem           | 252    | 125  | 24     | 11     | 63                    | 20                    | 339    | 156    |

1 Zahrnující zápasy v Copa Argentina a Coppa Italia. 
2 Zahrnující zápasy v Poháru osvoboditelů, Copa Sudamericana, Lize mistrů UEFA a Evropské lize UEFA.

### Reprezentační
K 18. červenci 2024
| Argentina | Argentina | Argentina |
| Rok       | Zápasy    | Góly      |
| --------- | --------- | --------- |
| 2018      | 4         | 1         |
| 2019      | 13        | 8         |
| 2020      | 10        | 0         |
| 2021      | 10        | 10        |
| 2022      | 9         | 2         |
| 2023      | 4         | 0         |
| 2024      | 14        | 8         |
| Celkem    | 64        | 29        |

#### Reprezentační góly
K zápasu odehranému 14. července 2024. Skóre a výsledky Argentiny jsou vždy zapisovány jako první.
| Gól | Datum              | Místo                                                                | Soupeř    | Skóre | Výsledek | Soutěž                                           |
| --- | ------------------ | -------------------------------------------------------------------- | --------- | ----- | -------- | ------------------------------------------------ |
| 1.  | 11. října 2018     | Prince Faisal bin Fahd Stadium, Rijád, Saúdská Arábie                | Irák      | 1:0   | 4:0      | Přátelský zápas                                  |
| 2.  | 22. března 2019    | Wanda Metropolitano, Madrid, Španělsko                               | Venezuela | 1:2   | 1:3      | Přátelský zápas                                  |
| 3.  | 7. června 2019     | Estadio San Juan del Bicentenario, San Juan, Argentina               | Nikaragua | 3:1   | 5:1      | Přátelský zápas                                  |
| 4.  | 7. června 2019     | Estadio San Juan del Bicentenario, San Juan, Argentina               | Nikaragua | 4:1   | 5:1      | Přátelský zápas                                  |
| 5.  | 23. června 2019    | Arena do Grêmio, Porto Alegre, Brazílie                              | Katar     | 1:0   | 2:0      | Copa América 2019                                |
| 6.  | 28. června 2019    | Estádio do Maracanã, Rio de Janeiro, Brazílie                        | Venezuela | 1:0   | 2:0      | Copa América 2019                                |
| 7.  | 10. září 2019      | Alamodome, San Antonio, Spojené státy americké                       | Mexiko    | 1:0   | 4:0      | Přátelský zápas                                  |
| 8.  | 10. září 2019      | Alamodome, San Antonio, Spojené státy americké                       | Mexiko    | 2:0   | 4:0      | Přátelský zápas                                  |
| 9.  | 10. září 2019      | Alamodome, San Antonio, Spojené státy americké                       | Mexiko    | 4:0   | 4:0      | Přátelský zápas                                  |
| 10. | 13. října 2020     | Hernando Siles, La Paz, Bolívie                                      | Bolívie   | 1:1   | 2:1      | Kvalifikace na Mistrovství světa ve fotbale 2022 |
| 11. | 17. listopadu 2020 | Estadio Nacional del Perú, Lima, Peru                                | Peru      | 2:0   | 2:0      | Kvalifikace na Mistrovství světa ve fotbale 2022 |
| 12. | 28. července 2021  | Arena Pantanal, Cuiabá, Brazílie                                     | Bolívie   | 4:1   | 4:1      | Copa América 2021                                |
| 13. | 3. července 2021   | Estadio Olimpico Pedro Ludovico, Goiânia, Brazílie                   | Ekvádor   | 2:0   | 3:0      | Copa América 2021                                |
| 14. | 6. července 2021   | Estadio Nacional Mané Garrincha, Brasilia, Brazílie                  | Peru      | 1:0   | 1:1      | Copa América 2021                                |
| 15. | 2. září 2021       | Estadio Olímpico de la UCV, Caracas, Venezuela                       | Venezuela | 1:0   | 3:1      | kvalifikace na Mistrovství světa ve fotbale 2022 |
| 16. | 10. října 2021     | Estadio Monumental Antonio Vespucio Liberti, Buenos Aires, Argentina | Uruguay   | 3:0   | 3:0      | kvalifikace na Mistrovství světa ve fotbale 2022 |
| 17. | 14. října 2021     | Estadio Monumental Antonio Vespucio Liberti, Buenos Aires, Argentina | Peru      | 1:0   | 1:0      | kvalifikace na Mistrovství světa ve fotbale 2022 |
| 18. | 27. ledna 2022     | Estadio Zorros del Desierto, Calama, Chile                           | Chile     | 2:1   | 2:1      | kvalifikace na Mistrovství světa ve fotbale 2022 |
| 19. | 17. listopadu 2020 | Estadio Mario Alberto Kempes, Córdoba, Argentina                     | Kolumbie  | 1:0   | 1:0      | kvalifikace na Mistrovství světa ve fotbale 2022 |
| 20. | 1. června 2022     | Wembley Stadium, Londýn, Anglie                                      | Itálie    | 1:0   | 3:0      | Finalissima 2022                                 |
| 21. | 23. září 2022      | Hard Rock Stadium, Miami Gardens, USA                                | Honduras  | 1:0   | 3:0      | Přátelský zápas                                  |
| 22. | 26. března 2024    | Los Angeles Memorial Coliseum, Los Angeles, USA                      | Kostarika | 3:1   | 3:1      | Přátelský zápas                                  |
| 23. | 7. června 2019     | Commanders Field, Landover, USA                                      | Guatemala | 2:1   | 4:1      | Přátelský zápas                                  |
| 24. | 7. června 2019     | Commanders Field, Landover, USA                                      | Guatemala | 3:1   | 4:1      | Přátelský zápas                                  |
| 25. | 20. června 2024    | Mercedez-Benz Stadium, Atalanta, USA                                 | Kanada    | 2:0   | 2:0      | Copa América 2024                                |
| 26. | 25. června 2024    | MetLife Stadium, East Rutherford, USA                                | Chile     | 1:0   | 1:0      | Copa América 2024                                |
| 27. | 7. června 2019     | Hard Rock Stadium, Miami Gardens, USA                                | Peru      | 1:0   | 2:0      | Copa América 2024                                |
| 28. | 7. června 2019     | Hard Rock Stadium, Miami Gardens, USA                                | Peru      | 2:0   | 2:0      | Copa América 2024                                |
| 29. | 14. července 2024  | Hard Rock Stadium, Miami Gardens, USA                                | Kolumbie  | 1:0   | 1:0 PP   | Copa América 2024                                |

## Ocenění

### Klubové

#### Inter Milán
- Evropská liga UEFA: 2019/20 (druhé místo)[14]

### Individuální
- Sestava sezóny Evropské ligy UEFA – 2019/20[15]